# Ventalon en Cévennes
Ventalon en Cévennes – gmina we Francji, w regionie Oksytania, w departamencie Lozère. W 2013 roku liczba ludności na terenie obecnej gminy wynosiła 250 mieszkańców. 
Gmina została utworzona 1 stycznia 2016 roku z połączenia dwóch wcześniejszych gmin: Saint-Andéol-de-Clerguemort oraz Saint-Frézal-de-Ventalon. Siedzibą gminy została miejscowość Saint-Frézal-de-Ventalon.